# Republik Komi
Koordinaten: 63° 48′ N, 55° 48′ O
Die Republik Komi (russisch Республика Коми, Komi Коми Республика) ist ein Föderationssubjekt Russlands im Föderationskreis Nordwestrussland.

## Geografie

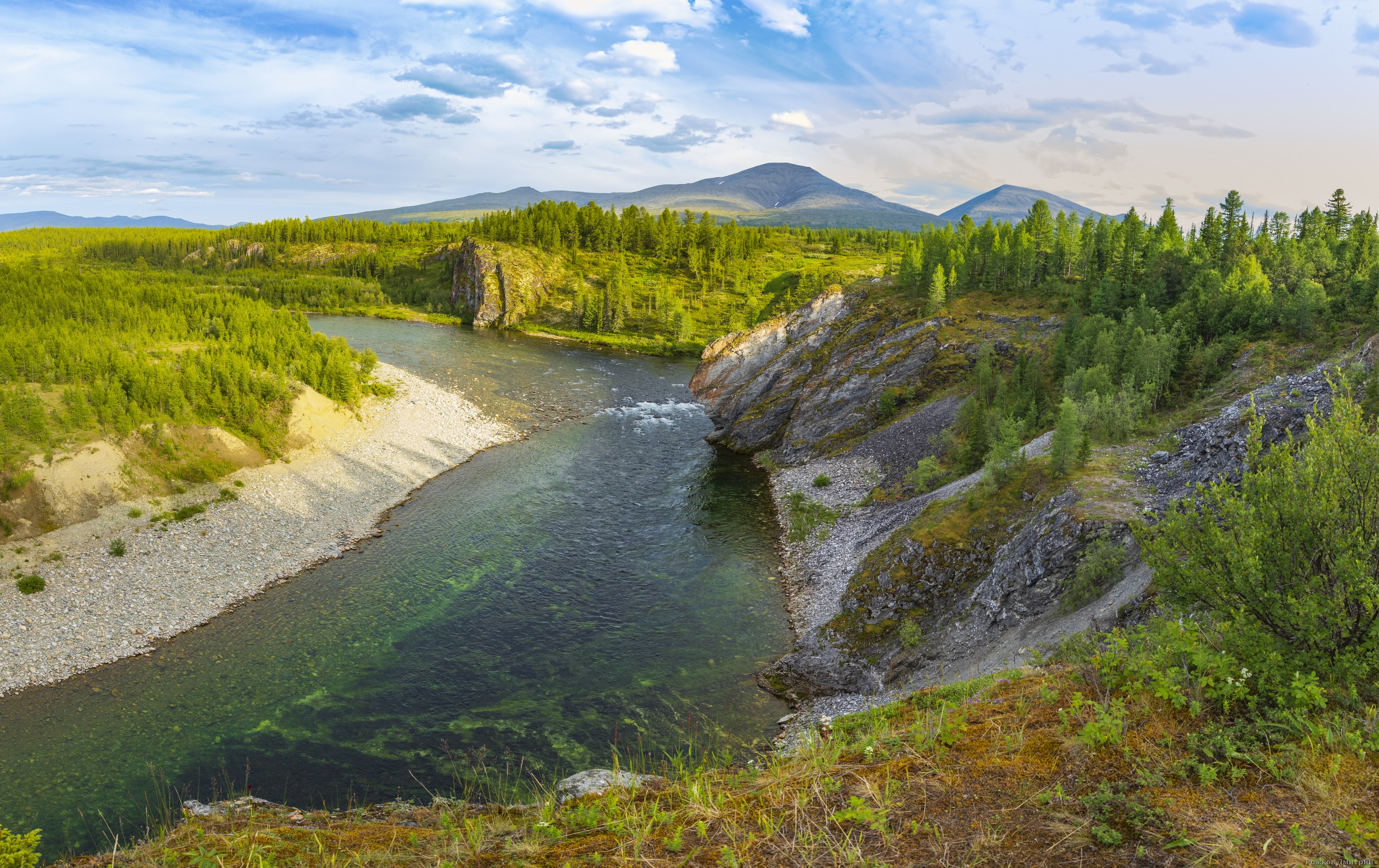
Fluss Koschim

Die Republik Komi liegt im äußersten Nordosten Europas, einer dünnbesiedelten Taiga- und Tundra-Region. Die Landschaft ist vorwiegend flach, im Nordwesten liegt der Timanrücken, im Osten grenzt sie an das Uralgebirge. Die wichtigsten Flüsse sind die Petschora sowie die Wytschegda, ein Nebenfluss der Nördlichen Dwina. Die Urwälder von Komi sind das größte zusammenhängende Urwaldgebiet Europas und seit 1995 UNESCO-Weltnaturerbe. Die Manpupunjor-Felsen zählen zu den Sieben Wundern Russlands.

## Städte

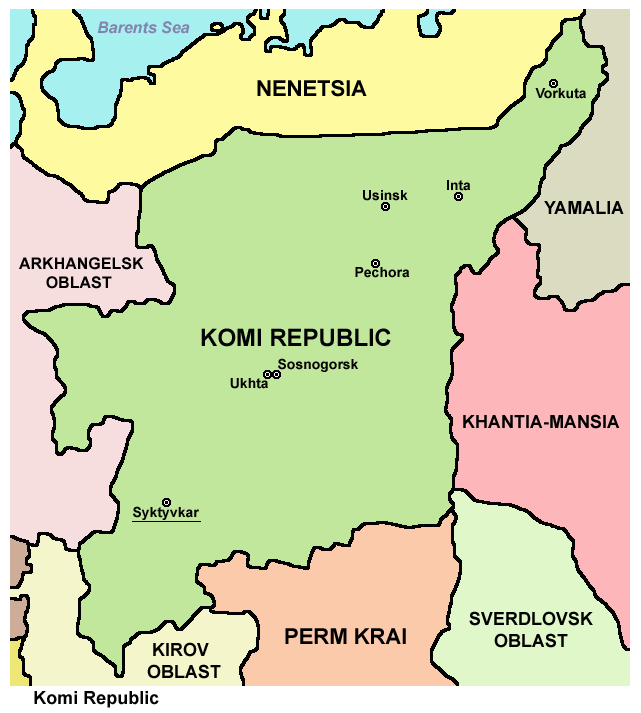
Karte von Komi

Der bedeutendste Ort und gegenwärtig einzige Großstadt ist die Hauptstadt Syktywkar. Weitere große Ortschaften sind Uchta, das vor allem als Strafkolonie bekannt gewordene Workuta, Petschora, Ussinsk und Inta.
| Name       | Russischer Name | Name auf Komi         | Einwohner 14. Oktober 2010 |
| ---------- | --------------- | --------------------- | -------------------------- |
| Syktywkar  | Сыктывкар       | Сыктывкар (Syktyvkar) | 235.006                    |
| Uchta      | Ухта            | Уква (Ukva)           | 99.591                     |
| Workuta    | Воркута         | Вӧркута (Vörkuta)     | 70.548                     |
| Petschora  | Печора          | Печӧра (Pečöra)       | 43.105                     |
| Ussinsk    | Усинск          | Ускар (Uskar)         | 40.827                     |
| Inta       | Инта            | Инта (Inta)           | 32.080                     |
| Sosnogorsk | Сосногорск      | Сӧснагорт (Sösnagort) | 27.757                     |

## Bevölkerung
Die Komi sind ein finno-ugrisches Volk. Bis zur Sowjetzeit lebten sie beinahe unter sich. Von der Stalinzeit bis zum Ende der Sowjetunion veränderten sich sowohl die Einwohnerzahlen wie auch die ethnische Bevölkerungszusammensetzung dramatisch. Nebst Deportierten kamen Angehörige aller Sowjetvölker aus wirtschaftlichen Gründen in das Gebiet. Die Komi wurden so zur Minderheit im eigenen Land. Russen bilden heute eine deutliche Bevölkerungsmehrheit. Weitere bedeutende Volksgruppen sind die Ukrainer, Tataren, Aserbaidschaner, Belarussen, Russlanddeutschen, Tschuwaschen, Baschkiren, Moldawier, Mari, Litauer, Udmurten und Usbeken. Diese siedelten sich zu Tausenden an. Nach dem Zerfall der Sowjetunion kehrten viele Zuwanderer in ihre Heimatregionen zurück. Deshalb sank die Einwohnerzahl von 1989 bis 2021 um 512.994 Personen oder 41,01 Prozent.
Amtssprachen sind Komi und Russisch. Die Mehrheit der Bevölkerung bekennt sich zum russisch-orthodoxen Christentum.
| Volksgruppe | VZ 19261 | VZ 19261 | VZ 1939 | VZ 1939 | VZ 1959 | VZ 1959 | VZ 1970 | VZ 1970 | VZ 1979   | VZ 1979 | VZ 1989   | VZ 1989 | VZ 2002   | VZ 2002 | VZ 20102 | VZ 20102 | VZ 20213 | VZ 20213 |
| Volksgruppe | Anzahl   | %        | Anzahl  | %       | Anzahl  | %       | Anzahl  | %       | Anzahl    | %       | Anzahl    | %       | Anzahl    | %       | Anzahl   | %        | Anzahl   | %        |
| --- | -------- | -------- | ------- | ------- | ------- | ------- | ------- | ------- | --------- | ------- | --------- | ------- | --------- | ------- | -------- | -------- | -------- | -------- |
| Komi | 191.245  | 92,2 %   | 231.301 | 72,5 %  | 245.074 | 30,4 %  | 276.178 | 28,6 %  | 280.798   | 25,3 %  | 291.542   | 23,3 %  | 256.464   | 25,2 %  | 202.348  | 22,5 %   | 127.089  | 22,2 %   |
| Russen | 13.731   | 6,6 %    | 70.226  | 22,0 %  | 389.995 | 48,4 %  | 512.203 | 53,1 %  | 629.523   | 56,7 %  | 721.780   | 57,7 %  | 607.021   | 59,6 %  | 555.963  | 61,7 %   | 398.547  | 69,7 %   |
| Ukrainer | 34       | 0,0 %    | 6.010   | 1,9 %   | 80.132  | 9,9 %   | 82.955  | 8,6 %   | 94.154    | 8,5 %   | 104.170   | 8,3 %   | 62.115    | 6,1 %   | 36.082   | 4,0 %    | 11.041   | 1,9 %    |
| Tataren | 32       | 0,0 %    | 709     | 0,2 %   | 8.459   | 1,0 %   | 11.906  | 1,2 %   | 17.836    | 1,6 %   | 25.980    | 2,1 %   | 15.680    | 1,5 %   | 10.779   | 1,2 %    | 4.083    | 0,7 %    |
| Aserbaidschaner | 0        | 0,0 %    | 112     | 0,0 %   | 1.374   | 0,2 %   | 950     | 0,1 %   | 2.158     | 0,2 %   | 4.728     | 0,4 %   | 6.066     | 0,6 %   | 4.858    | 0,5 %    | 2.710    | 0,5 %    |
| Belarussen | 11       | 0,0 %    | 3.323   | 1,0 %   | 22.339  | 2,8 %   | 24.706  | 2,6 %   | 24.763    | 2,2 %   | 26.730    | 2,1 %   | 15.212    | 1,5 %   | 8.889    | 1,0 %    | 2.639    | 0,5 %    |
| Russlanddeutsche | 15       | 0,0 %    | 2.617   | 0,8 %   | 19.805  | 2,5 %   | 14.647  | 1,5 %   | 13.339    | 1,2 %   | 12.866    | 1,0 %   | 9.246     | 0,9 %   | 5.441    | 0,6 %    | 1.984    | 0,3 %    |
| Tschuwaschen | 3        | 0,0 %    | 246     | 0,1 %   | 3.493   | 0,4 %   | 6.567   | 0,7 %   | 8.545     | 0,8 %   | 11.253    | 0,9 %   | 7.529     | 0,7 %   | 5.077    | 0,6 %    | 1.869    | 0,3 %    |
| Nenzen | 2.080    | 1,0 %    | 508     | 0,16 %  | 374     | 0,05 %  | 369     | 0,04 %  | 366       | 0,03 %  | 376       | 0,03 %  | 708       | 0,07 %  | 503      | 0,06 %   | 215      | 0,04 %   |
| Andere | 163      | 0,1 %    | 3.944   | 1,2 %   | 35.154  | 4,4 %   | 34.321  | 3,6 %   | 38.879    | 3,5 %   | 51.422    | 4,1 %   | 38.633    | 3,8 %   | 71.249   | 7,9 %    | 21.706   | 3,8 %    |
| Einwohner | 207.314  | 100 %    | 318.996 | 100 %   | 806.199 | 100 %   | 964.802 | 100 %   | 1.110.361 | 100 %   | 1.250.847 | 100 %   | 1.018.674 | 100 %   | 901.189  | 100 %    | 737.853  | 100 %    |
| 1damaliges Gebiet 246.886 Personen konnten keiner Volksgruppe zugeteilt werden. Diese Leute verteilen sich vermutlich anteilmässig gleich wie die ethnisch zugeschiedenen Einwohner. 3165.970 Personen konnten keiner Volksgruppe zugeteilt werden. Diese Leute verteilen sich vermutlich anteilmäßig gleich wie die ethnisch zugeschiedenen Einwohner. |          |          |         |         |         |         |         |         |           |         |           |         |           |         |          |          |          |          |

Zusammensetzung der Bevölkerung nach ethnischen Gruppen und Gebietseinheiten der Republik Komi laut Volkszählung 2010

Der Rückgang des Anteils ethnischer Komi an der Gesamtbevölkerung in der letzten Zensusperiode (2002–2010) fällt besonders auf und ist durch eine fortschreitende Assimilierung (unter anderem durch Vermischung der Bevölkerungsgruppen, das heißt Eheschließungen zwischen Komi und Russen, wobei die aus diesen Verbindungen hervorgehenden Kinder zumeist russischsprachig aufwachsen) zu erklären. Ethnische Komi stellen nur noch in fünf von 20 Gebietseinheiten (Stadtkreise bzw. Rajone) der Republik Komi die größte Bevölkerungsgruppe. Dabei handelt es sich ausschließlich um dünn besiedelte ländliche Gebiete, während in den größeren Städten die Russen die mit Abstand größte Gruppe bilden.
| Rajon (Stadt)             | Komi   | Russen | Ukrainer | Tataren | Belarussen | Deutsche | Tschuwaschen | Baschkiren | Aserbaidschaner |
| ------------------------- | ------ | ------ | -------- | ------- | ---------- | -------- | ------------ | ---------- | --------------- |
| Stadt Syktyvkar           | 25,9 % | 66,0 % | 2,8 %    | …       | …          | …        | …            | …          | …               |
| Stadt Workuta             | 1,7 %  | 77,7 % | 7,9 %    | 2,9 %   | 1,5 %      | …        | 1,1 %        | …          | 1,0 %           |
| Stadtkreis Wuktyl         | 10,8 % | 72,3 % | 8,3 %    | 1,6 %   | 1,4 %      | …        | 1,2 %        | …          | …               |
| Stadtkreis Inta           | 11,4 % | 72,6 % | 7,6 %    | 1,8 %   | 1,4 %      | …        | …            | …          | …               |
| Stadtkreis Petschora      | 13,2 % | 74,7 % | 5,7 %    | …       | 1,4 %      | …        | …            | …          | …               |
| Stadtkreis Sosnogorsk     | 8,9 %  | 80,8 % | 4,3 %    | …       | 1,2 %      | …        | …            | …          | …               |
| Stadtkreis Ussinsk        | 14,8 % | 59,6 % | 7,6 %    | 7,2 %   | 1,5 %      | …        | 1,0 %        | 2,5 %      | 1,5 %           |
| Stadtkreis Uchta          | 7,9 %  | 81,1 % | 4,1 %    | 1,1 %   | 1,1 %      | …        | …            | …          | …               |
| Ischemski rajon           | 88,9 % | 9,7 %  | …        | …       | …          | …        | …            | …          | …               |
| Knjaschpogostski rajon    | 15,3 % | 70,4 % | 5,4 %    | …       | 1,7 %      | …        | …            | …          | 1,3 %           |
| Koigorodski rajon         | 35,5 % | 56,1 % | 3,0 %    | …       | …          | 1,9 %    | …            | …          | …               |
| Kortkerosski rajon        | 68,4 % | 26,8 % | 1,9 %    | …       | …          | …        | …            | …          | …               |
| Syktywdinski rajon        | 45,9 % | 47,6 % | 2,3 %    | …       | …          | …        | …            | …          | …               |
| Syssolski rajon           | 64,8 % | 29,7 % | 1,9 %    | …       | …          | …        | …            | …          | …               |
| Prilusski rajon           | 55,2 % | 40,9 % | 1,6 %    | …       | …          | …        | …            | …          | …               |
| Troizko-Petschorski rajon | 26,2 % | 63,9 % | 4,3 %    | …       | 1,4 %      | …        | …            | …          | …               |
| Udorski rajon             | 40,3 % | 46,7 % | 3,8 %    | …       | 1,0 %      | …        | …            | …          | …               |
| Ust-Wymski rajon          | 25,6 % | 62,8 % | 4,4 %    | …       | 1,1 %      | …        | …            | …          | …               |
| Ust-Kulomski rajon        | 76,9 % | 18,9 % | 1,7 %    | …       | …          | …        | …            | …          | …               |
| Ust-Zilemski rajon        | 5,1 %  | 93,0 % | …        | …       | …          | …        | …            | …          | …               |

## Verwaltungsgliederung
Die Republik Komi ist in fünf Stadtkreise und 15 Rajons (Landkreise) unterteilt.

## Geschichte
Im 14. Jahrhundert konvertieren die Völker des Gebietes zum Christentum und das Gebiet wurde vom Großfürstentum Moskau annektiert. Im Jahre 1383 begann der heilige Bischof von Groß-Perm Stefan von Perm heilige Schriften in die altpermische Schrift zu übersetzen und bildete das Volk der Komi. Im späten Mittelalter begann die Besiedelung des Gebietes durch die Russen. 1780 wurde auf Befehl der Kaiserin Katharina II. die erste Stadt in dem Gebiet, nämlich die heutige Hauptstadt der Republik Syktywkar, gegründet. 

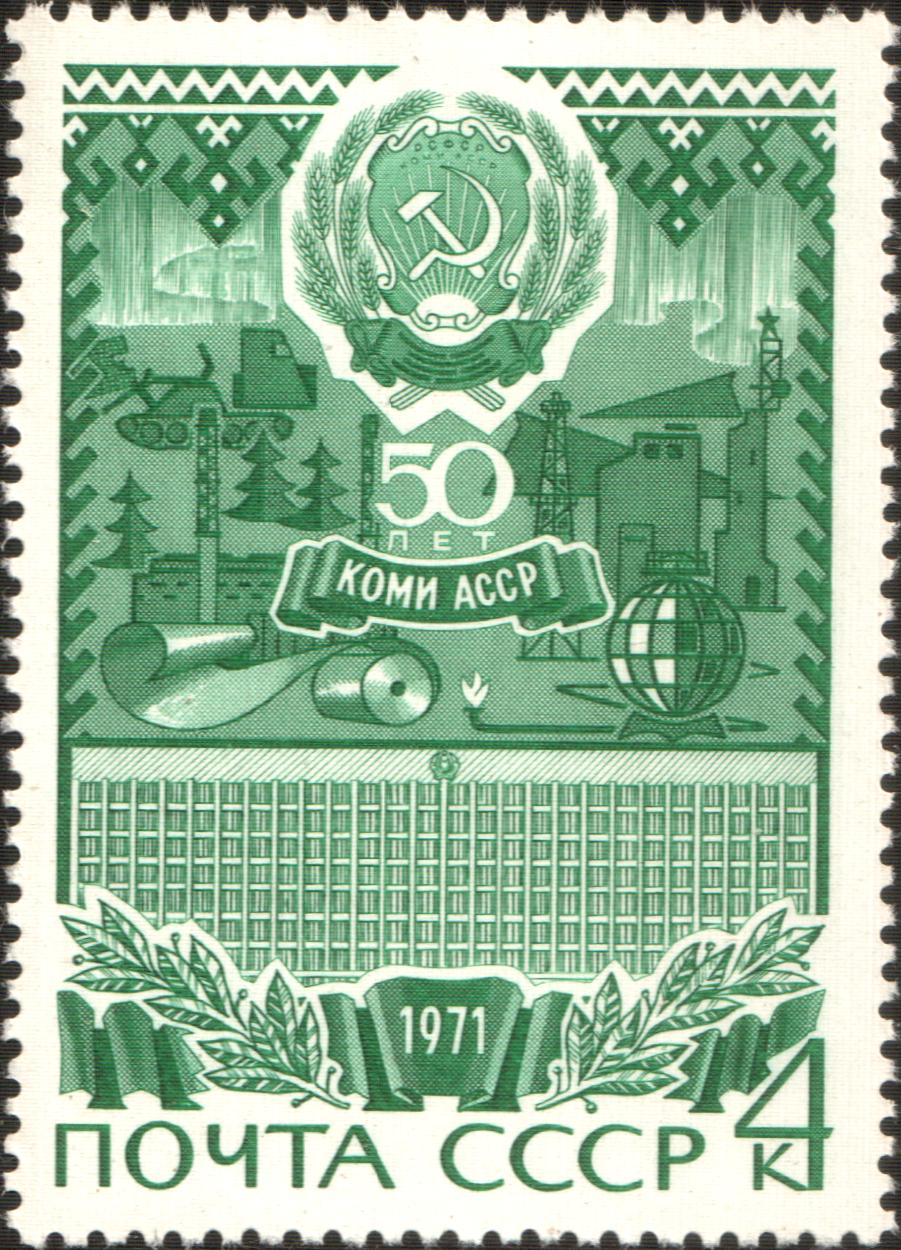
50 Jahre ASSR Komi (sowjetische Briefmarke 1971)

1921 wurde die Autonome Oblast der Komi innerhalb der Russischen SFSR gebildet, die 1936 zur ASSR der Komi wurde. Nach dem Zerfall der Sowjetunion Ende 1991 wurde Komi zu einem Föderationssubjekt Russlands.
Von 2010 bis zum 19. September 2015 war Wjatscheslaw Gaiser Oberhaupt der Republik. Er wurde aufgrund von Korruptionsvorwürfen abgesetzt und festgenommen. Im April 2020 ernannte Präsident Wladimir Putin den Mediziner Wladimir Ujba zu Gaisers Nachfolger.

## Wirtschaft und Verkehr
Wichtigste Verkehrsachse ist die Petschora-Eisenbahn von Moskau nach Workuta. Forstwirtschaft wird in großem Umfang betrieben. Das Gebiet ist reich an Bodenschätzen, vor allem Kohle, Erdöl, Erdgas und Eisenerz.
Auf dem Territorium der heutigen Republik Komi, am Fluss Uchta, wurde 1745 Russlands erste Erdölförderanlage in Betrieb genommen. Die Ölförderung in industriellem Maßstab begann jedoch erst in der Mitte des 20. Jahrhunderts und wurde insbesondere ab den 1960er-/1970er-Jahren durch die Sowjetunion stark ausgebaut.

## Umwelt
In der Region gibt es eine der ältesten Umweltbewegungen Russlands. Sie wurde in den 1980er-Jahren gegründet und setzte sich für die Sanierung von lecken Ölpipelines ein. Dank ihr sollen die Nuklearversuche auf Nowaja Semlja eingestellt worden sein und sie hatte sich gegen Probebohrungen von Lukoil gewehrt.
Durch die großen Temperaturunterschiede von Sommer zu Winter sowie den sommers tauenden Permafrostboden werden Ölpipelines im Norden Russlands besonders stark belastet. Während der 1990er Jahre wurden aufgrund der Privatisierungswirren tausende von lecken Pipelines nicht repariert, was zu Umweltzerstörungen führte. So liefen 1994 über 100.000 Tonnen Rohöl bei Ussinsk in die Tundra und verseuchten die Böden sowie die Flüsse Kolwa und Petschora.